# Pep Ortega
José Ortega Rubio (Vich, Barcelona, 6 de abril de 1984), conocido como Pep Ortega, es un jugador español de baloncesto profesional, que ocupa la posición de ala-pívot. Actualmente juega en el Club Bàsquet Vic de la Liga EBA.